# Flugplatz Ochsenfurt

i7
i11
i13
Der Flugplatz Ochsenfurt (ICAO-Code: EDGJ) ist ein Sonderlandeplatz in unmittelbarer Nähe von Ochsenfurt im unterfränkischen Landkreis Würzburg. Er verfügt über eine 516 Meter lange und 30 Meter breite Graspiste und war für Segelflugzeuge, Motorsegler und Motorflugzeuge mit einem Höchstabfluggewicht von bis zu zwei Tonnen zugelassen, solange deren Startstrecke 516 Meter und deren Startrollstrecke 280 Meter nicht überschreitet.